# Varamballi
Varambally là một thị trấn thuộc taluk Udupi, huyện Udupi, phía Nam bang Karnataka, Ấn Độ.